# Helgoland–Zanzibár-egyezmény
Az 1890. július 1-jén életbe lépett Helgoland–Zanzibár-egyezmény az Egyesült Királyság és a Német Birodalom között létrejött, az afrikai területi érdekeket rendező szerződés.

## Feltételei
Az egyezmény értelmében a Német Birodalom megkapta az Északi-tengerben fekvő, 1814 óta brit fennhatóság alatt álló Helgoland szigeteket, a napjainkban Namíbia területéhez tartozó Caprivi-sávot, és szabad kezet kapott Dar es-Salaam tengerpartjának irányításában, amiből később Német Kelet-Afrika alakult ki (előbb Tanganyika, napjainkban Tanzánia szárazföldi része).    
Cserébe Németország átadta az Egyesült Királyságnak a kenyai tengerparton fekvő Német Witu-föld szultanátus feletti protektorátus jogát, továbbá Kelet-Afrika egyes olyan területeit, melyek létfontosságúak voltak a britek számára a Viktória-tó felé vezető vasút megépítéséhez, és ígéretet tettek arra, hogy nem avatkoznak Zanzibárban (Unguja és Pemba szigetek) a brit érdekekbe. Az egyezmény ezen túlmenően megalapította a német érdekszférát Német Délnyugat-Afrikában (napjainkban Namíbia), Németországnak a Caprivi-sávon keresztül kijárata lett a Zambézi-folyóhoz, továbbá megállapította a határokat Német Togoföld és Brit Aranypart (ma Ghána), valamint a német Kamerun és a brit Nigéria között.  

## Következményei
Az Egyesült Királyság megszabadult egy távoli, fegyveres konfliktusban nehezen megvédhető szigettől. Azonnali hatállyal protektorátust hozott létre Zanzibárban, majd 1896-ban az ezt követő angol-zanzibári háborúban  teljesen átvette a szultanátus irányítását.
A szerződés jól szolgálta Leo von Caprivi német kancellár céljait a britekkel való megállapodásban. Az 1884-es Berlini Konferenciát követően Németország már elvesztette a „hajszát Afrikáért”: a Karl Peters vezette Német Kelet-Afrika Társaság elfoglalt ugyan egy kis földterületet a tanganyikai tengerparton (mely aztán az 1888-as Abushiri-felkeléshez vezetett), de soha nem szereztek irányítást Zanzibár szultanátusának szigetei felett, így a németek nem is mondtak le létfontosságú érdekekről. Viszonzásképpen megszerezték a Német-öböl feletti irányítás szempontjából stratégiailag fontos Helgolandot, ami a Kieli-csatorna 1887-es megépítésétől fogva fontos szerepet játszott II. Vilmos német császárnak a német birodalmi haditengerészet bővítésére vonatkozó terveiben. Vilmos tengerészeti politikája vezetett végül az Egyesült Királyság és Harmadik Francia Köztársaság kapcsolatainak normalizálódásához, melyet 1904-ben az Entente cordiale szerződésben rögzítettek. 
Az egyezmény félrevezető neve Otto von Bismarck korábbi kancellártól származik, aki így próbálta támadni általa megvetett utódját, von Caprivit a még Bismarck hivatali ideje alatt előkészített szerződés megkötéséért. Bismarck elnevezése azt sugallta, hogy Németország egy egész afrikai birodalmat cserélt el az aprócska Helgolandért. Ezt az álláspontot készségesen átvették azok a birodalomépítő politikát valló körök, melyek a német érdekek elárulását látták az egyezményben. Karl Peters és Alfred Hugenberg kezdeményezte az Össznémet Szövetség (Alldeutscher Verband) létrehozását, amit aztán 1891-ben meg is alapítottak.

## Fordítás
- Ez a szócikk részben vagy egészben  a   Heligoland–Zanzibar Treaty című angol Wikipédia-szócikk ezen változatának fordításán alapul.  Az eredeti cikk szerkesztőit annak laptörténete sorolja fel. Ez a jelzés csupán a megfogalmazás eredetét és a szerzői jogokat jelzi, nem szolgál a cikkben szereplő információk forrásmegjelöléseként.

## Külső hivatkozások
- Sarlós István: A német flotta a kezdetektől 1905-ig Archiválva 2009. július 26-i dátummal a Wayback Machine-ben

- Der "Helgoland-Sansibar"-Vertrag (Német nyelven)

- The Anglo-German Treaty (Heligoland–Zanzibar Treaty) 1 July 1890